# On Every Street (píseň)
„On Every Street“ je skladba britské rockové skupiny Dire Straits, která vyšla na jejich albu On Every Street v roce 1991. Následně se také objevila na kompilačním albu The Best of Dire Straits & Mark Knopfler: Private Investigations. Přestože název songu i alba je stejný, nešlo o nejúspěšnější skladbu z alba, tou byla Heavy Fuel. K písni nebylo vytvořeno žádné propagační video. 